# Lemania

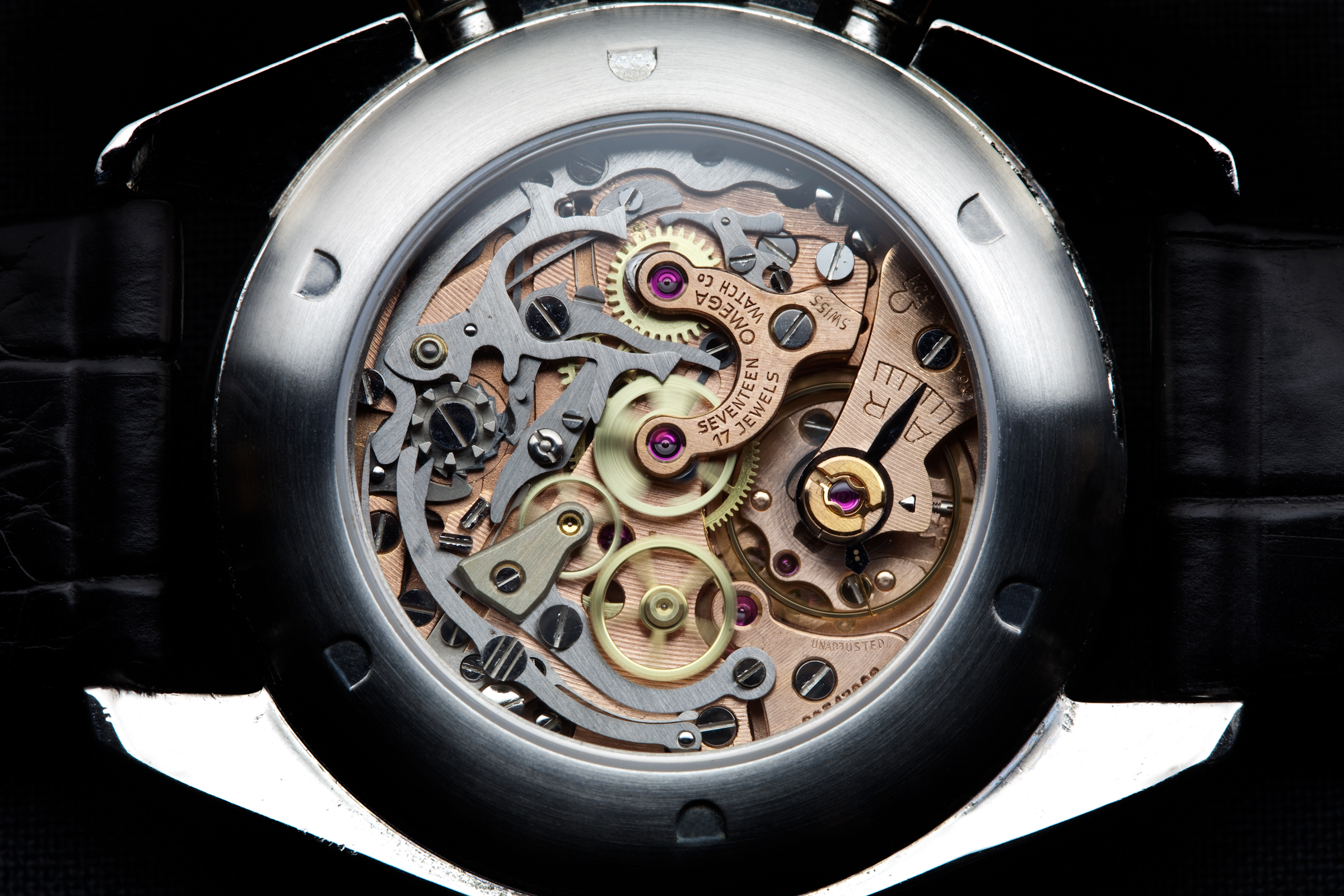
Un mécanisme Omega 321 de 1967, sur une ébauche Lemania 2520.

Lemania est une entreprise suisse fondée en 1884 par Alfred Lugrin qui est spécialisée dans la fourniture de mécanismes d'horlogerie. La marque a aujourd'hui été absorbée par Breguet au sein du Swatch Group.

## Histoire

### A. Lugrin etCie
Né en 1858, Alfred Lugrin,,  est originaire d'une famille d'agriculteurs de L'Isle dans le canton de Vaud. Il acquiert des compétences en mécanique de précision de manière autodidacte. En 1879, à l'âge de 21 ans, il est recruté par la société LeCoultre et Cie et cinq ans plus tard, en 1884, il décide de s'établir à son compte à L'Orient, sur la commune du Chenit. C'est ainsi que l'atelier d'horlogerie compliquée « A. Lugrin et Cie » voit le jour, il est situé dans la bâtisse Chez Trompette.
La production, qui est très vite mécanisée, débute avec la commercialisation d'ébauches de montres chronographes et à répétitions.
Son entreprise se fera remarquer dans le milieu horloger en remportant des médailles d'or lors de l'exposition universelle de Milan en 1906, et à l'exposition nationale Suisse de Berne en 1914.

### Lemania-Lugrin SA
En 1920, après 35 ans de direction, Alfred Lugrin s'éteint. Il aura, en outre, été député au Grand Conseil vaudois et a participé à la fondation de l'École d'horlogerie de la Vallée de Joux. Son gendre, Marius Meylan, le remplacera dans l'entreprise. En 1924, la raison sociale de la société est modifiée en « Lemania-Lugrin SA », ce qui constitue une référence au Lac Léman.
La maison se développe et accède au statut de manufacture en proposant des montres finies signées Lemania.
Le marché horloger suisse étant instable dans les années 1930, Lemania choisit de rejoindre en 1932 le groupement SSIH. Cette étape marque la naissance d'un partenariat rapproché avec les sociétés Tissot et Omega.
Parallèlement à des compteurs de sport et des montres de bord, plusieurs calibres de chronographes mesurant 13 et 15 lignes seront conçus. Jusque dans les années 1960 ils resteront utilisés pour fournir différentes forces armées dans le monde, avec notamment des modèles de chronographes-bracelets mono-poussoir.
En 1940 l'entreprise donne du travail à 200 personnes.
En 1941, le calibriste Albert Piguet dessine le CH 27 pour Lemania, un chronographe intégré de 12 lignes de diamètre, soit 27 mm. Sa désignation évoluera plus tardivement, selon sa version il deviendra le 23xx avec compteur des minutes et le 25xx avec compteur des heures. Il sera majoritairement utilisé chez Tissot (références C27-41 et C27-41H) et par Omega (références 320 et 321). À la fin 1947, un prototype de chronographe automatique à butées qui ne sera pas commercialisé fut expérimenté autour de ce calibre,. En effet la masse oscillante ne tournant pas sur 360° mais sur 310° engendrait des vibrations. Ce mécanisme d'horlogerie sera sélectionné dans la gamme des chronographes Omega Seamaster et Speedmaster et il sera le premier à être accrédité par la NASA en 1965 pour équiper les vols spatiaux habités nord-américains. Aussi, en 2019, un hommage est rendu au calibre 25xx par la firme Omega qui décide de rééditer avec une grande exactitude son calibre 321 qui en est dérivé.
Considéré comme l'un des chronographes les plus réussis dans l'histoire de l'horlogerie suisse, le calibre 23xx atteindra la consécration en étant livré depuis 1986 jusqu'au milieu des années 2010 aux prestigieuses maisons Patek Philippe, Vacheron Constantin, Audemars Piguet ou Roger Dubuis.

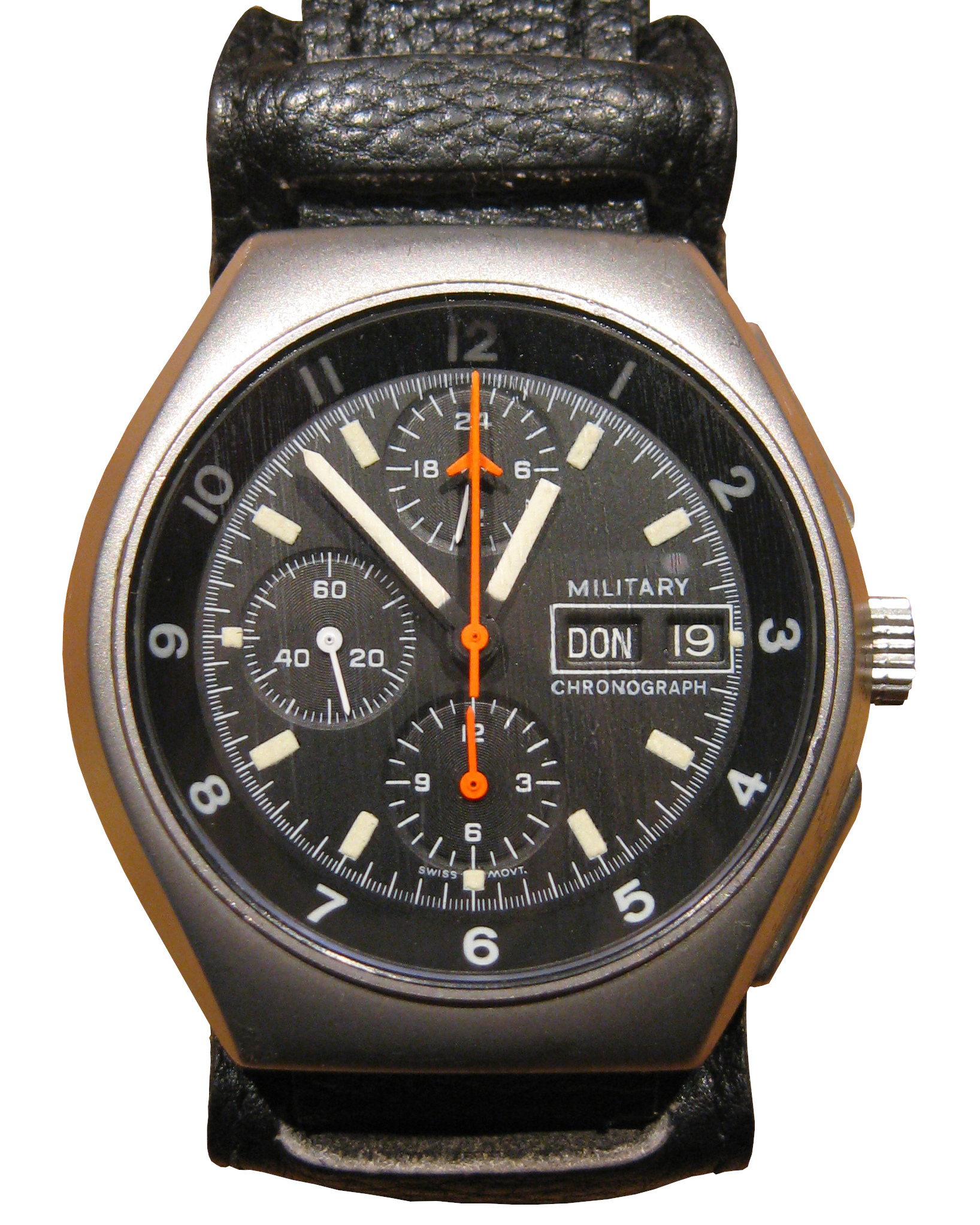
Un chronographe Tutima qui dispose d'un mouvement Lemania 5100.

La base des 23xx/25xx servira à l'élaboration des chronographes à came 12xx. Plus simples et moins coûteux à fabriquer, leur production perdurera jusqu'au milieu des années 1960. Le calibre trois aiguilles 3000 qui succède au 27A possède lui aussi la même origine. Certaines révisions de ces mouvements peuvent contenir des fonctions date et phases de lune.
En 1968 est présentée la série 18xx qui est réputée comme étant plus aboutie et plus robuste que la série 12xx de laquelle elle est dérivée. De nombreux modèles de chronographes à came fabriqués par Omega, Universal Genève, Girard-Perregaux, Panerai, Breitling ou encore Eberhard & Co utiliseront ces calibres.
La série des chronographes automatiques 13xx est lancée en 1972, c'est une évolution de la série 18xx. Plusieurs calibres directement dérivés de la série Lemania 13xx sont présentés par d'autres marques : L'Ebel 137 en 1994 ; le Breguet 582 en 1995 ; Ulysse Nardin met au point son UN-32 en 1996.
L'entreprise emploie à cette époque 500 collaborateurs.
Enfin en 1978 naît le mouvement chronographe automatique 5100. Il est entièrement nouveau et animera les montres militaires Tutima (en), Orfina (en), Sinn.
Au même moment un partenariat est conclu avec Jean Lassale (en) pour exploiter le calibre 1200. Ce dernier est, avec ses 1,2 mm d'épaisseur, encore aujourd'hui le calibre mécanique le plus plat du monde. Sa version automatique mesure 2,08 mm de haut.
L’ensemble de l'horlogerie suisse est sévèrement frappé par la crise du quartz dans le milieu des années 1970. La SSIH doit se résoudre à abaisser ses coûts de production et se sépare de la fabrique Lemania en 1980.

### Nouvelle Lemania SA
Le groupe Piaget reprend la société en 1981 avec un effectif considérablement réduit, elle est rebaptisée « Nouvelle Lemania SA ». Ce rachat permet à Heuer de proposer des montres équipées de mouvements Lemania. Le calibre 1200 Jean Lassale évolue pour être utilisé par des marques très haut de gamme.
La société Longines cède en 1991 à la Nouvelle Lemania une licence d'exploitation de son calibre L99x ce qui permet d'introduire la série 881x.
En 1992, Investcorp, un fonds d'investissement du Bahreïn qui possède déjà la marque Breguet, prend le contrôle de la Nouvelle Lemania.
En 1999, le Swatch Group acquiert la marque Breguet ainsi que la Nouvelle Lemania.
En 2009, à la suite d'une réorganisation stratégique du Swatch Group, il est décidé de stopper la fourniture d'ébauches de montres aux sociétés concurrentes du groupe et les mouvements de la Nouvelle Lemania seront exclusivement réservés à la manufacture Breguet. En 2010, la Nouvelle Lemania est officiellement absorbée en étant renommée Breguet.